# 어모중학교
어모중학교(禦侮中學校)는 대한민국 경상북도 김천시 어모면 동좌리에 있는 공립 중학교이다.

## 학교 연혁
- 1968년 12월 3일 : 어모중학교 인가
- 1969년 6월 7일 : 어모중학교 개교
- 2010년 3월 1일 : 교육인적자원부 지정 방과후학교 시범학교
- 2010년 3월 1일 : 경상북도교육청 지정 교원능력개발평가 시범학교
- 2010년 8월 26일 : 기술·가정실 현대화 사업, 영어전용실 구축 사업 완공
- 2021년 12월 9일 : 2022학년도 (예비)미래학교 지정
- 2022년 3월 1일 : 제24대 김성태 교장 취임
- 2024년 2월 8일 : 제53회 졸업식(총 4,721명 배출)
- 2024년 3월 4일 : 제56회 입학식 (입학생 10명)

## 참고 자료
- 어모중학교 - 한국교육학술정보원 학교알리미